# Nicolas Wisak
Nicolas Christopher Wisak (* 3. Februar 2004 in Eisenstadt) ist ein österreichischer Fußballspieler.

## Karriere

### Verein
Wisak begann seine Karriere beim SV Sigleß. Zur Saison 2016/17 wechselte er in die Jugend des FC Admira Wacker Mödling. Zur Saison 2017/18 schloss er sich der SV Mattersburg an. Zur Saison 2018/19 kam er in die AKA Burgenland, in der er bis 2022 sämtliche Altersstufen durchlief. Im Oktober 2020 absolvierte er eine Partie für seinen Stammklub Sigleß in der fünftklassigen II. Liga. Zur Saison 2021/22 wurde er auf den SC Bad Sauerbrunn umgemeldet, für den er im September 2021 ebenfalls einmal in der Burgenlandliga spielte.
Im Jänner 2022 wechselte Wisak zum Zweitligisten SKN St. Pölten. Sein Debüt in der 2. Liga gab er im März 2022, als er am 21. Spieltag der Saison 2021/22 gegen die zweite Mannschaft des FK Austria Wien in der 71. Minute für Karim Conté eingewechselt wurde. Für den SKN kam er insgesamt zu 37 Zweitligaeinsätzen.
Zur Saison 2025/26 wechselte Wisak zum Regionalligisten SV Oberwart.

### Nationalmannschaft
Wisak spielte im September 2019 erstmals für eine österreichische Jugendnationalmannschaft. Im Oktober 2021 debütierte er gegen die Niederlande im U-18-Team.